# Skara sommarland

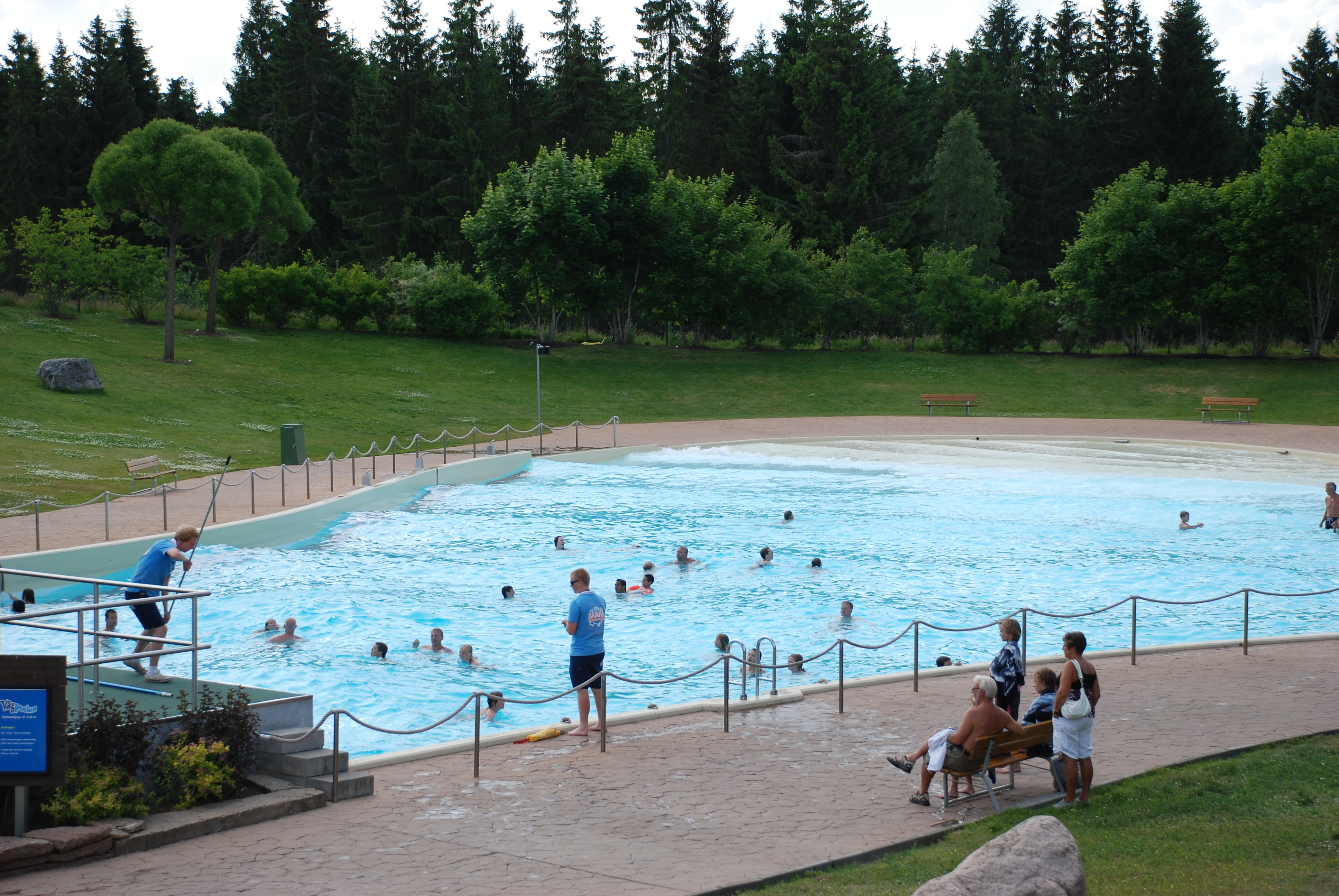
Vågpoolen på Skara Sommarland

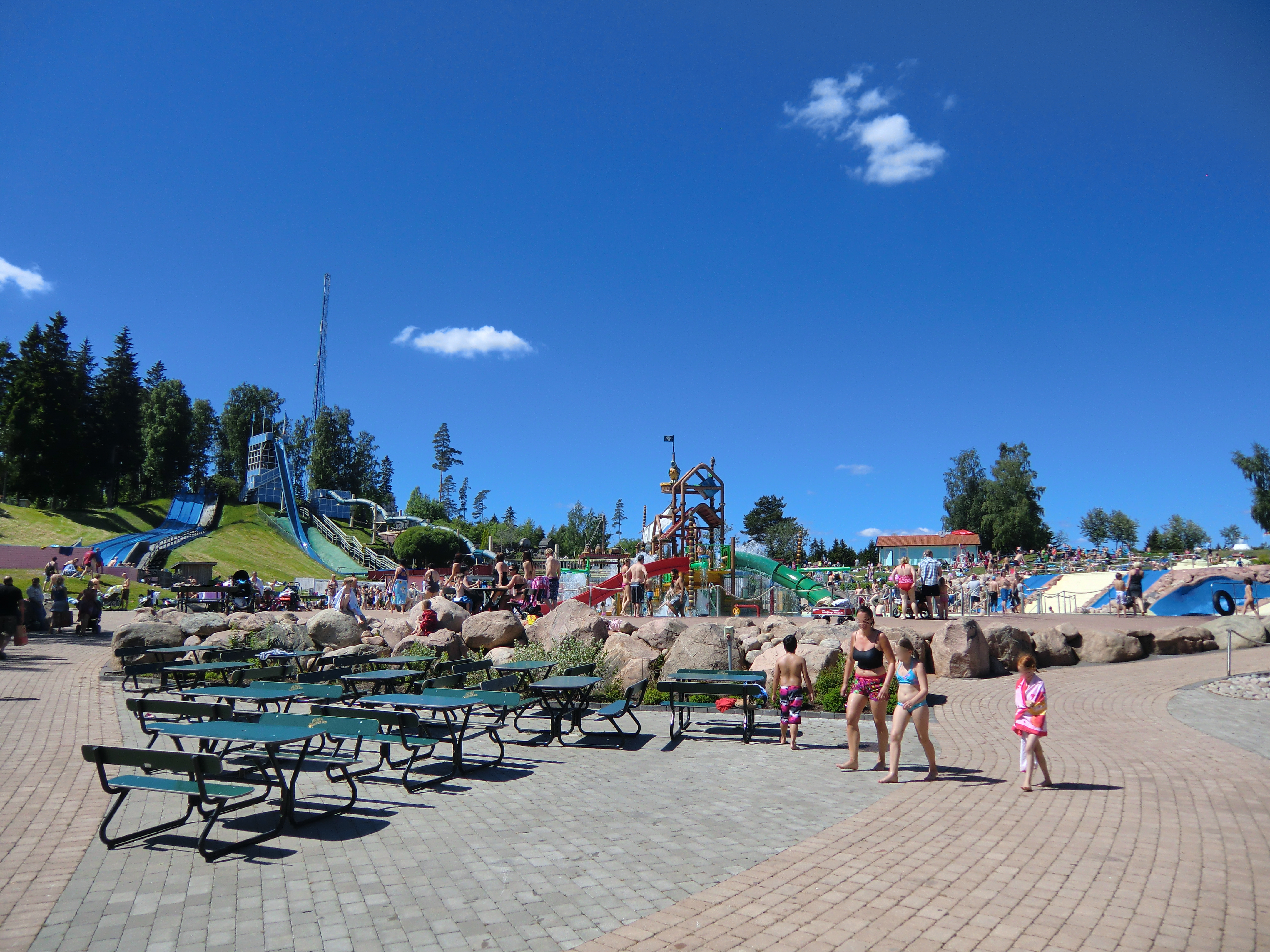
Vattenparken

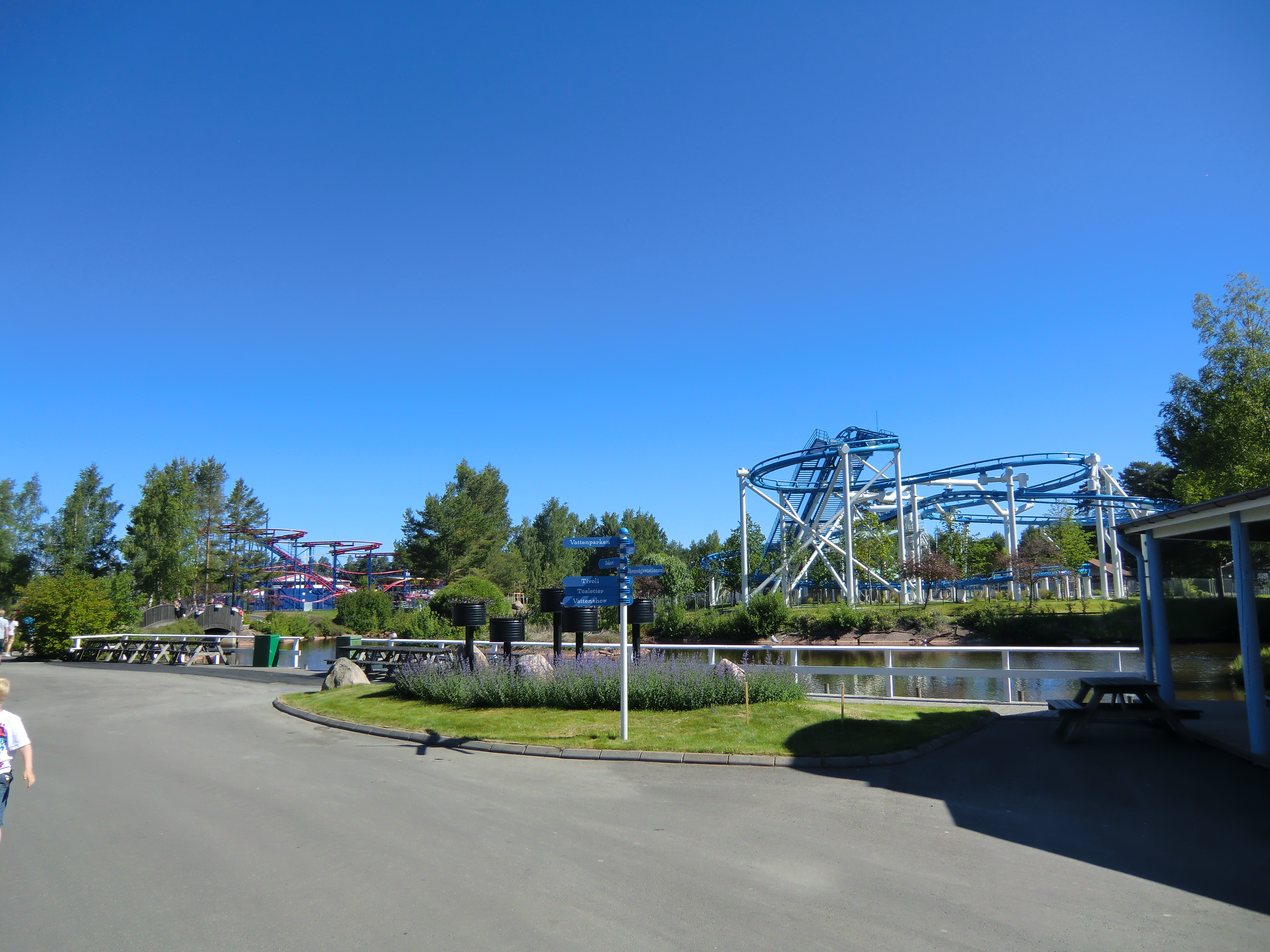
Bergochdalbanorna Spinner och Tranan.

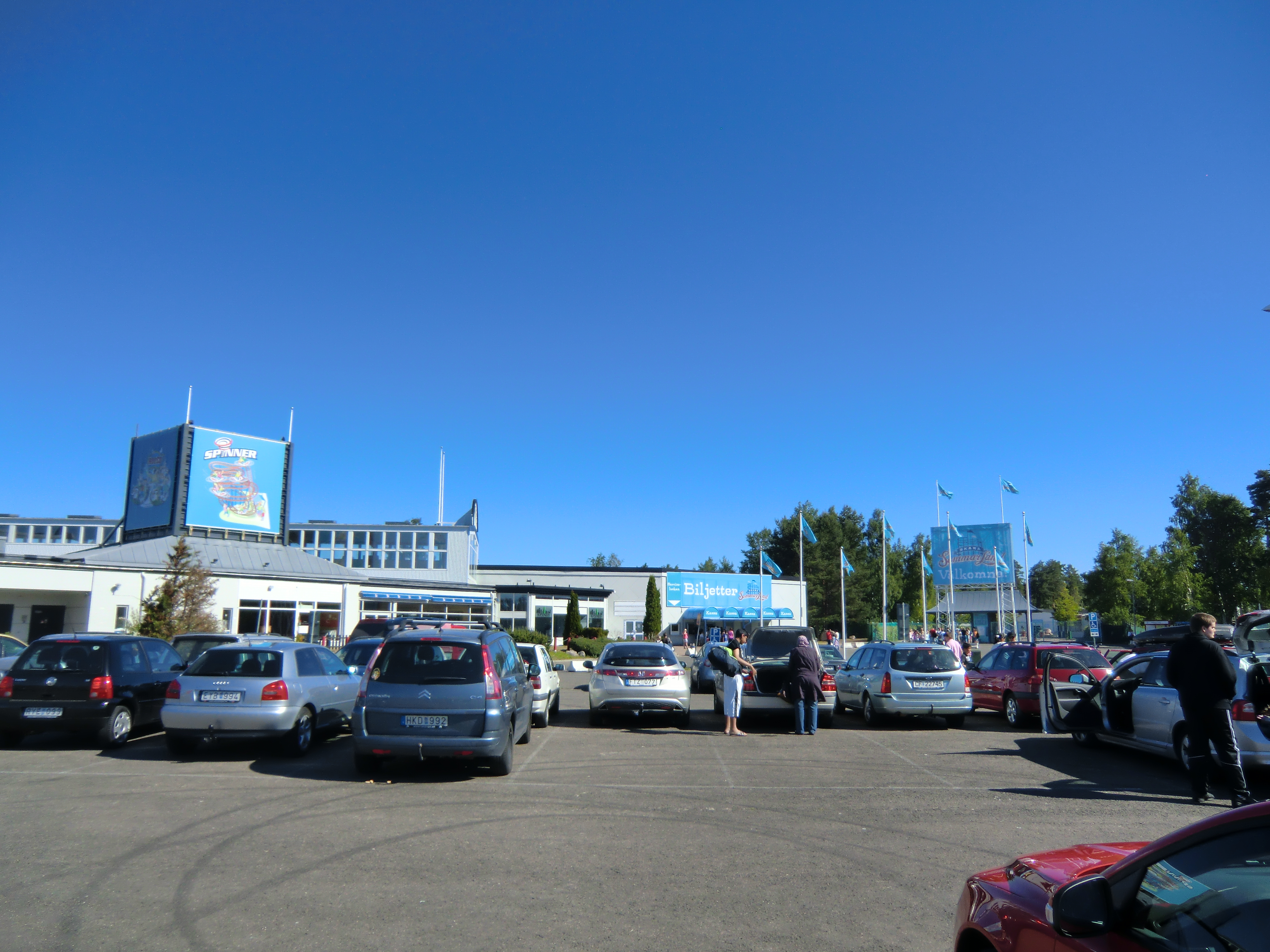
Parkeringen till Sommarland.

Skara Sommarland är ett sommarland norr om Axvall, 8 kilometer öster om Skara. 
Det grundades och invigdes den 7 maj 1984 av Bert Karlsson. Sommarlandet ingår sedan 2001 i Parks & Resorts Scandinavia AB. Med runt 300 000 gäster årligen är det en av Nordens största nöjesparker. Sommarlandet har även en camping med plats för 800 husvagnar eller tält, samt 300 stugor som ligger i anslutning till parken.

## Historia
Parken byggdes i en grusgrop knappt en mil öster om Skara och öppnades 1984 med attraktioner som go-cart, vattenrutschkanor, med mera. De närmaste åren byggdes flera nya attraktioner såsom sagopooler, fler vattenrutschkanor samt campingen. Många kända artister har framträtt på sommarunderhållningen såsom Carola, Vikingarna, Jerry Williams, Eva Dahlgren med flera.
Parken hade inledningsvis omkring 800 000 besökare per år. Bert Karlsson förlorade kontrollen över sommarlandet 1993, i samband med hot om konkurs. 1994 togs den över av dåvarande VD:n Michael Kaufmann tillsammans med firman Rasta. 1997 övergick nöjesparken i Sparta Operations ägo för att 2001 säljas till nöjesparkskoncernen Parks & Resorts Scandinavia AB.

## Attraktioner
| Åkattraktion            | Beskrivning | Byggnadsår           | Tillverkare, Tillverkarens beteckning     |
| ----------------------- | --- | -------------------- | ----------------------------------------- |
| Snake                   | En 40 m hög attraktion där 8 personer slungas runt i en gondol kring sin egen axel (Stod på Gröna Lund sommaren 2019) | 2020 (2021)          | Funtime, Chaos Pendle                     |
| Tekopparna              | F.d virvelvinden |                      |                                           |
| Slänggungan             | Klassisk slänggunga. Bortplockad inför år 2025 | 1997                 | Zamperla, Family Swinger                  |
| Radiobilarna            | Klassiska radiobilar, fick uppfräschning 2011, då nya radiobilar kom. | 2000                 |                                           |
| Skepp ò hoj             | Roterande/svängande båt. Stod tidigare på Gröna Lund, där med namnet Kuling. | 2008                 | Stängd år 2025                            |
| Newton                  | Vattenbana | 2001                 | Bear best amusement ride, Bear Flume Ride |
| Tranan                  | Berg- och dalbana med transportenheter som föreställer tranor, åkarna färdas på dessas vingar vid sidan av spåret. | 2009                 | S&S Power, Free Fly                       |
| Airboat                 | Flygande roterande båtar uppdelade på armar som rör sig upp och ned under färden. | 2006                 | Huss Machinenfabrik, Airboat              |
| Conwoy                  | Bana med eldrivna lastbilar | 1997                 |                                           |
| Kottekarusellerna       | Två karuseller för små barn; Sköldpaddan och Clowntrumman (Clowntrumman stod tidigare på Gröna lund) |                      |                                           |
| Gruvbanan               | Sommarlands äldsta berg- och dalbana. Hette tidigare "Berg-o-dalbanan" (1987 - 1997) | 1987                 | Mack Rides GmbH & Co KG ,Powered Coaster  |
| Hoppkudden              | |                      |                                           |
| Inte nudda marken-banan | |                      |                                           |
| Karpsjön                | Roddbåtar, fram till 2021. |                      |                                           |
| Grävskoporna            | |                      |                                           |
| Lekborgen               | | 2003                 |                                           |
| Lekplatsen              | |                      |                                           |
| Linbanan                | Enkel linbana |                      |                                           |
| Lilla pariserhjulet     | Stod tidigare på Gröna lund |                      |                                           |
| Miniradiobilarna        | Barnvariant av radiobilarna |                      |                                           |
| Trampbilsstaden         | | 1985                 |                                           |
| Sommartåget             | Rundturståg, 15 min runt Sommarland | 1984                 |                                           |
| Vikingen                | Pendlande skepp, stod tidigare på Gröna Lund, borttagen/avvecklad inför säsongen 2023. | 2010                 | Återuppstod 2024                          |
| Spinner                 | Berg- och dalbana med vagnar som snurrar runt sin egen axel. Stod tidigare på Centro Park Oberhausen | 2011 (På Sommarland) | Maurer Söhne, Compact Spinning Coaster    |
| Fyren                   | Mini fritt-fall. Kom till Sommarland 2011, stod tidigare på Gröna Lund med namnet "Lilla Fritt Fall". | 2011                 | Avvecklad inför 2025                      |
| Pirate Show             | Vattenshow med hopp från 25 meter, eldhopp, med mera. Visas 2-3 gånger dagligen. Bytte namn från Sky pirate Show till Wild Style inför säsongen 2014. Inför 2019 uppdaterades showen återigen mot pirattema. Pirate Show gjorde sina sista uppvisningar under säsongen 2022. |                      | Utbytt till Generation X 2024             |
| Big Drop                | Vattenfrittfall med fallucka, delar av färden går under jord. | 2013                 | Proslide                                  |
| Cobra                   | Gummiflotte som färdas ned för ett stup för att landa i en våg. | 2014                 | Proslide                                  |
| Waka Waka               | En bana där man åker i ringar. | 2019                 | Proslide                                  |
| Snakepit                | Vattenbanor | 2016                 | Proslide                                  |
| Racer                   | Vattenbanor | 2012                 | Proslide                                  |
| Sagopoolerna            | Två pooler; övre och mellan – med grottor, pister med mera. | 1985                 |                                           |
| Kottelagunen            | Pool för de minsta |                      |                                           |
| Splashing Hill          | Stora rutschbanor med jollar |                      |                                           |
| River Run               | Lång forsfärd där åkarna färdas i ringar för en eller två. Hette tidigare Niagara. |                      |                                           |
| Piratön                 | Pool med vattenlekplats. Ligger nedanför "sagopool mellan". |                      |                                           |
| Vågpoolen               | Pool med vågor. |                      |                                           |
| Vortex                  | Vattenrutchbana som avslutas i en stor behållare där åkarna snurrar flera varv. |                      |                                           |
| Vattenskidsjön          | Anläggning med vattenskid- eller kneeboardåkning efter en lina runt vattenskidsjön. | 1984                 |                                           |
| Vattenverkstan          | |                      |                                           |
| Forsfärden              | |                      |                                           |
| Imola 2000              | Go-cart |                      |                                           |
| Formula indycart        | Go-cart |                      |                                           |
| Junior Indycart         | Go-cart |                      |                                           |
| Trafikstaden            | Elbilar som åkarna kör runt i en liten stad. |                      |                                           |
| Kottebilarna            | Elbilar som åkarna kör runt en liten bana. |                      |                                           |
| Badringsbumpers         | En typ av radiobilsliknande attraktion där gästen sitter i en stor gummiring som styrs med två spakar, med målet att krocka in i varandra. | 2023 (på Sommarland) | Avvecklad inför 2025                      |

## Tidigare attraktioner
- Stand Up (Operativ 1988 - 1994, såldes vidare till La Ronde i Montreal  där den bytte namn till Cobra. Revs sedan).
- Varmkorven (såldes 2006 till Axels Nöjesfält där den heter Thunder)
- MAD-house. Idag ligger miniradiobilarna i byggnaden.
- Rodeo. Togs bort efter minst 2 olyckor uppstod med attraktionen.
- Pariserhjulet ("Colaburkarna", togs bort till säsongen 2008) Det är okänt om Skara Sommarland någonsin kommer skaffa ett nytt Pariserhjul igen.
- Skruvarna (skruven) 2st. Avvecklades inför säsongen 2012, dock fanns vattenrutschkanorna med på parkkartan 2012.
- Fritt fall, avvecklades inför säsongen 2013. Ersätts av Big Drop.
- Surfing Hill, ersattes 2012 av Racer.
- Röde baron, Flygplanskarusell för mindre barn, togs bort 2023.

## Anställda
Skara Sommarland har cirka 450 säsongsarbetare varje sommar som besätter många olika tjänster (bl.a. badvärdar, attraktionsvärdar, lotterister och restaurangbiträden).
Sedan 1 januari 2024 är Christoffer Östling VD för Skara Sommarland.